# Progress MS-26
Progress MS-26 (rosyjski: Прогресс МC-26), zidentyfikowany przez NASA jako Progress 87P, to lot statku kosmicznego Progress wystrzelonego przez Roskosmos w celu zaopatrzenia Międzynarodowej Stacji Kosmicznej. Jest to 179. lot statku kosmicznego Progress.

## Misja
Rakieta Sojuz-2.1a wystrzeliła statek Progress MS-26 na Międzynarodową Stację Kosmiczną z kosmodromu Bajkonur z kompleksu startowego 31 15 lutego 2023 roku. Około 2 dni po starcie Progress MS-26 automatycznie zadokował do modułu Zwiezda, gdzie kontynuował swoją misję wspierając Ekspedycję 70 na pokładzie Międzynarodowej Stacji Kosmicznej.

## Ładunek
Ładowność statku Progress MS-26 wynosi 2518 kilogramów i stanowią one:
- Suchy ładunek: 1478 kilogramów[5]
- Paliwo: 580 kilogramów[5]
- Tlen: 580 kilogramów[5]
- Woda: 420 kilogramów[5]
- Azot: 40 kilogramów[5]